# Gaspar de Guzmán y Pimentel
Gaspar de Guzmán y Pimentel Ribera y Velasco de Tovar, conte di Olivares e duca di Sanlúcar (Roma, 6 gennaio 1587 – Toro, 22 giugno 1645), è stato un politico spagnolo, fu "privato" di Filippo IV e primo ministro tra il 1621 e il 1643. Durante il suo governo, tentò di adottare riforme fiscali e amministrative ma ottenne successi limitati, mentre la politica estera fortemente aggressiva ed il coinvolgimento nella guerra dei trent'anni lo costrinsero ad aumentare la tassazione. Il peso del fisco e la centralizzazione portò a diverse rivolte quali la sollevazione della Catalogna e la guerra di restaurazione portoghese che non fu in grado di reprimere per via degli appoggi francesi. Questi insuccessi, uniti anche alla sconfitta nella battaglia di Rocroi, portarono alla sua caduta. Morì due anni dopo.

## Biografia

### Primi anni
Nato a Roma nel 1587, dove il padre, Enrique de Guzmán y Ribera II conte di Olivares, discendente da una famiglia di antica nobiltà, esercitava l'incarico di ambasciatore, sua madre, María Pimentel de Fonseca, morì giovane ed il padre, tornato in Spagna nel 1599, lo educò rigidamente per inviarlo a studiare all'Università di Salamanca dove divenne uomo di lettere e con un buon addestramento nell'uso delle armi.
Nel 1604 interruppe gli studi per assistere il padre nei suoi incarichi ufficiali e nel 1615, grazie anche all'appoggio dello zio Don Baltasar de Zúñiga, re Filippo III lo incaricò di assistere il principe ereditario, riuscendo in breve tempo ad accattivarsi la sua fiducia e simpatia.

#### L'ascesa al potere
Nel 1621 Filippo III morì e all'età di 16 anni salì al trono il figlio con il nome di Filippo IV, il quale nominò Olivares come suo consigliere tanto da ordinare di inviare gli atti che avrebbero richiesto la firma del sovrano ad Olivares, affinché potesse studiarli ed assisterlo, ma questo fatto è tuttora oggetto di disputa tra gli storici.
Tuttavia, nonostante la vicinanza al nuovo sovrano, Olivares non aveva mai svolto incarichi amministrativi di primo piano né aveva il controllo della corte per via dell'ancor forte influenza della fazione facente capo al Duca di Uceda, figlio del Duca di Lerma oltre che per la presenza dello zio Zúñiga, che morì l'anno seguente.
Morto lo zio, ereditò il titolo di Conte di Olivares, ed il re gli conferì, oltre all'incarico informale di Valido, il titolo di Duca di Sanlúcar la Mayor; la prassi imponeva al titolato la rinuncia ad onori precedenti ma Olivares chiese di mantenere il titolo di conte e per tale motivo divenne noto come el conde-duque. Gli fu anche conferito il titolo di Grande di Spagna.

#### Aspetto fisico e personalità del Conte Duca
La personalità e l'aspetto fisico del Conte Duca attirarono sin dalla sua ascesa al potere numerosi commenti dei contemporanei, in genere alquanto critici: molti ad esempio sottolineavano la mole ed il viso florido, alcuni il carattere stravagante, fuori dal comune con una certa tendenza alla auto drammatizzazione di sé, altri la determinazione e l'ambizione della sua indole, anche se presso i nemici si metteva in luce una certa tendenza alla cupidigia, oltre che alla brama di potere.
Sebbene non amasse l'attività fisica e non condividesse i piaceri della corte, praticava equitazione, specialmente nei primi anni, e pur non essendo un mecenate, in ragione di una certa austerità, aiutò il re nell'organizzazione delle collezioni reali e gli fece scoprire, nel 1623, Diego Velázquez.
Inoltre, costituì per sé un vasto archivio di documenti di stato che protesse come un cimelio di famiglia anche dopo la caduta e fece costruire nel palazzo del Buen Retiro una splendida voliera che, pur prestandogli conforto alla morte della figlia, lo espose al ridicolo,
Fu importante il suo rapporto con Velázquez, del quale era stato amico e protettore presso la corte e al quale commissionò almeno tre ritratti: di questi è noto il Ritratto del Conte Duca di Olivares a cavallo, oltre ad un mezzo busto, ma è possibile che altre opere siano state distrutte dopo la sua caduta e recentemente si è notato che in una copia del Scuola di Equitazione del principe Baltasar Carlos la sua figura fu coperta da un secondo strato di pittura; questo però non toglie che in alcuni ritratti minori o tardi la sua immagine sia rimasta.

### Stile di governo
Divenuto valido ed avendo ottenuto le cariche di Sumiller de Corps e di Caballerizo mayor, Olivares si accinse alla sua opera con l'obiettivo di impegnare la monarchia in una radicale crociata di riforma. Particolarmente sentito fu il problema del declino morale e spirituale della Spagna che Olivares, come del resto lo zio, Don De Zúñiga, imputavano principalmente a Filippo III ed alla gestione del Duca di Lerma.
Altro timore di Olivares fu poi la sua avversione al concetto della limpieza de sangre (purezza di sangue), a causa del quale si era diffuso un forte disprezzo per il lavoro manuale, cosa che certamente non giovava all'economia. Infine, Olivares si preoccupò di ristabilire il prestigio della monarchia e dello stato ma, a differenza del contemporaneo Cardinale di Richelieu, intese lo stato come unito alla persona del sovrano e riteneva la politica interna come utile strumento per la propria politica estera.
Tale visione dello stato e della monarchia fu fortemente influenzata dalle dottrine degli arbitristas, come Sancho de Moncada e Jeronimo Zeballos, e dall'idea di un destino ineluttabile, vero padrone delle vicende storiche e a riguardo di ciò occorre considerare anche un notevole interesse per l'astrologia. Tale interesse per l'astrologia influi non poco sulla sua attività pubblica tanto che fu proprio lui a coniare l'immagine di Filippo IV come el Rey Planeta avendo a modello il Sole, considerato nella dottrina tolemaica come il IV pianeta in rotazione rispetto alla Terra, fissa al centro ed assumendo come simbolo il girasole; questa opinione fu, del resto, talmente radicata in lui da sentire dubbio e disagio rispetto al suo ruolo di primo ministro.
A differenza del Duca di Lerma, Olivares ebbe una dedizione senza limiti al suo lavoro, al quale si dedicava dalla mattina, appena alzato, dopo la confessione, quando si consultava con il sovrano, fino a tarda notte: inizialmente il Conte Duca era solito incontrare il re per consultarsi almeno tre volte al giorno ma, progressivamente, la frequenza si ridusse ad una sola. Personalmente, il Conte Duca teneva una condotta estremamente austera, in parte per la rigida educazione, in parte per non suscitare il risentimento della nobiltà o dei numerosi oppositori, da lui spesso fatti controllare anche attraverso il rigido e spartano protocollo di corte.
Dal punto di vista amministrativo, non mutò il sistema dei consigli collegiali ma cercò di renderli più efficienti, riducendo drasticamente il numero dei loro membri ed istituendo al loro interno numerose commissioni o comitati governativi ristretti, le juntas, composti da funzionari specializzati, in modo da ridurre i tempi di decisione. Le juntas assunsero sempre più potere e dopo il 1630 divennero i veri centri tramite cui il sovrano e il primo ministro cercarono di far applicare le direttive politiche.
Infine Olivares cercò di risolvere il pesante problema della corruzione, ordinando numerose inchieste giudiziarie, tra le quali quella che condannò il Duca di Lerma al risarcimento di un milione di ducati, riducendo il peso dei privilegi nobiliari e ponendo severi controlli sul patrimonio dei funzionari e rigidi massimali di spesa: risultato di tutto ciò fu un forte accentramento unito alla nascita di un sistema suddiviso in tanti piccoli comitati.

#### La precaria salute
Probabilmente fu la stessa mole di lavoro che il Conte Duca s'imponeva a cagionargli i gravi problemi di salute, di cui egli soffrì in forma sempre più accentuata.
Negli anni, infatti, divenne affetto da forti disturbi del sonno che progressivamente resero sempre più instabile l'animo: divenne impaziente, spesso s'infuriava contro i suoi collaboratori e a volte ne rifiutava i consigli mentre negli ultimi anni di vita i suoi disturbi degenerarono nella malattia mentale.
Tali disturbi furono, forse, aggravati dalle cure inadeguate cui egli si sottopose e di cui i suoi stessi scritti riportano traccia, per quanto il giudizio su questi sia vario: alcuni li giudicano acuti, incisivi e persuasivi, altri, invece, li considerano come gonfi, tortuosi, labirintici.

### Politica estera
Per 22 anni Olivares diresse la politica estera spagnola, che volle basare su di un presupposto, ovvero il fatto che Filippo IV fosse circondato da rivali gelosi, che volessero usurpargli la sua posizione di campione della Chiesa cattolica, suo obbiettivo fu la restaurazione del dominio spagnolo sulle Fiandre sottomettendo gli olandesi ribelli. Tale avversione verso gli Olandesi ebbe certamente motivi religiosi ma è limitativo considerare solo questi, in quanto spesso vi andò oltre e forse si devono alla speranza di riportare sotto il controllo spagnolo alcune delle province più ricche d'Europa.

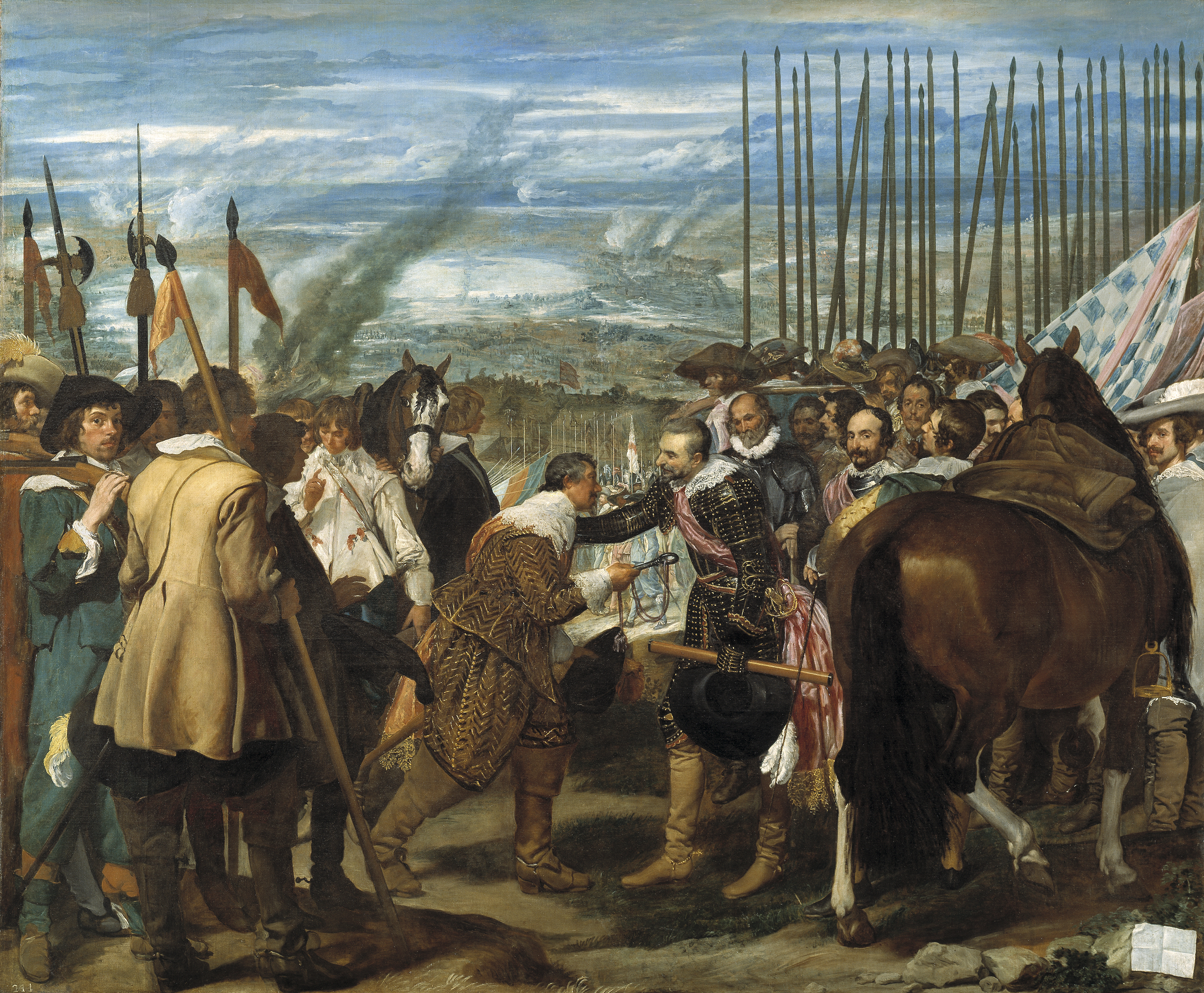
L'Assedio di Breda, uno dei successi della politica estera di Olivares, dipinto di Diego Velázquez.

In realtà, questa politica era stata già intrapresa negli ultimi anni di regno di Filippo III, anche per impulso dello zio dello stesso Olivares, Don Baltasar de Zúñiga, sotto il cui governo la Spagna era intervenuta a favore dell'imperatore Ferdinando II. Questo intervento ovviamente capovolgeva i rapporti diplomatici con gli Olandesi, garantiti dalla Tregua dei dodici anni nel 1609 anche come strumento per migliorare la posizione negoziale della Spagna con la ripresa della guerra economica attraverso attacchi alle flotte olandesi. Inizialmente tale politica garantì una ripresa del prestigio spagnolo ma il suo tentativo di coniugare guerra militare ed economica nel lungo periodo si rivelò inutile. 
Infatti, in un primo momento, Olivares, perseguendo tale strategia, limitò il suo impegno in Germania all'invio di denaro all'imperatore Ferdinando II, rafforzando nel contempo l'esercito delle Fiandre, sotto il comando di Ambrogio Spinola. Nel 1624 l'esercito di Spinola ottenne un grande successo a seguito della capitolazione della città di Breda che garantì l'occupazione delle province meridionali olandesi. Tuttavia, questo successo non ebbe effetti di lungo termine. Non essendo venuta meno la volontà di resistenza degli olandesi, questi riuscirono lentamente a bloccare l'avanzata spagnola, mentre la loro marina più volte sconfisse quella spagnola. Questa situazione di sostanziale impasse si prolungò fino al 1634 quando Olivares, temendo l'acuirsi dei successi svedesi nella Germania settentrionale, decise di armare un nuovo esercito ponendolo sotto il comando del Cardinale-Infante Ferdinando d'Asburgo.
La vittoria di Ferdinando d'Asburgo nella Battaglia di Nördlingen, permise agli Asburgo di conservare le proprie posizioni nella Germania meridionale ma Olivares non ne approfittò e decise di riprendere gli scontri con gli olandesi.

#### La guerra franco-spagnola
L'ultimo colpo alla strategia di Olivares fu l'ingresso in guerra della Francia.
In realtà i rapporti tra Spagna e Francia già da molti anni erano in via di deterioramento, sin dai tempi della Guerra di successione di Mantova e del Monferrato.
Infatti, a seguito della morte dell'ultimo Gonzaga, Vincenzo II, Olivares si oppose alla successione di Duca di Nevers ed inviò, d'accordo con l'imperatore, un esercito per conquistare la piazzaforte strategica di Casale, mentre Ferdinando II inviò un'armata di lanzichenecchi allo scopo di conquistare Mantova.
L'intervento spagnolo provocò quello francese che si concretizzò nell'invio di rinforzi alla guarnigione di Casale e nell'intervento nelle dispute dinastiche piemontesi.
Il conflitto rientrò il 13 ottobre del 1630, quando l'imperatore, sotto la minaccia svedese, accettò Carlo I di Gonzaga-Nevers come legittimo duca, né Olivares si oppose per via dell'impossibilità di conquistare Casale.
Sebbene la guerra si fosse conclusa, in Francia non si spensero le apprensioni per l'aggressiva politica spagnola e, fallito il tentativo di Richelieu d'impegnare la Spagna finanziando Gustavo Adolfo di Svezia, il governo francese si accinse al riarmo.
Nel 1635 il conflitto riesplose quando la Spagna depose l'elettore di Treviri, alleato di Richelieu, e la Francia rispose con la dichiarazione di guerra. Olivares convinse il re che il conflitto con la Francia sarebbe stato quello definitivo in quanto, una volta caduta o costretta alla pace la Francia, anche l'Olanda sarebbe stata costretta alla resa. Di conseguenza Olivares comandò l'invasione della Francia con quattro diversi eserciti e due marine, progetto che è stato descritto come "il più ambizioso della storia moderna" ma, per quanto le truppe spagnole fossero giunte a 16 km da Parigi, le limitate risorse finanziarie impedirono l'arrivo di ulteriori rincalzi, permettendo alla Francia di contrattaccare nel 1637.
Nel 1639, conscio delle difficoltà, il Conte Duca, tentò di convincere Filippo IV ad accettare una nuova tregua con gli Olandesi in modo da evitare di combattere su due fronti e liberare risorse ma, l'occupazione del Brasile e l'opposizione delle Cortes portoghesi all'abbandono della colonia, resero il progetto impossibile.
Nello stesso anno, la sconfitta della marina atlantica spagnola nella Battaglia delle Dune, la perdita della flotta del tesoro, non solo impedì alla Spagna l'invio di rinforzi nelle Fiandre, ma impedì la ricostruzione di una nuova flotta: ormai la politica estera del Conte Duca scricchiolava sotto la pressione di una Francia sempre più potente ed un tesoro ormai povero.

#### Politica interna
La Spagna del XVII secolo non era altro che un insieme di regni: la Castiglia,l'Aragona,il regno di Sicilia, Valencia, la Sardegna, il Portogallo, i possedimenti nelle Fiandre, il Regno di Napoli ed Ducato di Milano, tenuti insieme solo dalla persona del sovrano, conservando ognuno una diversa tassazione, leggi, statuti autonomi, ed eserciti locali, con la sola contropartita della posizione privilegiata della nobiltà castigliana. Di conseguenza divenne primo impegno, che evidenziò nel Gran Memorial, scritto nel 1624, in cui espose al re il suo programma di governo, l'unificazione legislativa e amministrativa di queste entità, esortando il re affinché:
Onde perseguire tale scopo, Il Conte Duca suggeriva al re di favorire le nobiltà di tutti i regni in modo da legarli maggiormente alla fedeltà alla Corona, l'unificazione militare e quella tributaria. Il sistema "federalistico" dell'unione di tante entità, tuttavia, aveva resistito con successo ad ogni riforma e questo comportò che fino al 1640 la Spagna ebbe un numero di rivolte fiscali inferiori rispetto ad altri paesi europei con la contropartita che il peso fiscale ricadeva drammaticamente sulla Castiglia, attraverso anche imposte indirette come quella dei millones. La guerra aveva reso i redditi insufficienti e quindi divenne necessaria la riforma, allo scopo d'impedire un potenziale declino dell'impero.
Il Conte Duca, allora, tentò di adottare una riforma fiscale, ritenendo che i sudditi non si sarebbero opposti ad un'equa distribuzione delle imposte che, nelle intenzioni di Olivares, avrebbero dovuto colpire anche la nobiltà ed il clero, né sembrò aver dubbi sulla possibilità di difendere tale argomento.
In questo campo i suoi successi furono, tuttavia, limitati in quanto egli riuscì solamente ad istituire un'unica imposta generale diretta sui redditi e a costituire a Madrid il nucleo della Banca Centrale mentre ogni tentativo di unificare i sistemi tributari fu rifiutato dalle assemblee locali
Oltre alla riforma fiscale, Olivares intraprese già nel 1624 il progetto della Unión de Armas secondo il quale ogni provincia e territorio avrebbe dovuto fornire, equipaggiare e mantenere reclute in proporzione alle dimensioni e alla popolazione, in modo da garantire una difesa generalizzata ed unificata dell'intero impero. Il progetto, pur approvato dalle Cortes di Castiglia e dalle assemblee consultive delle province, fu rifiutato dalle Cortes del regno di Portogallo, dalla Generalitat de Catalunya e dalla Generalitat Valenciana e quindi fu sospeso. Il fallimento della Unión de Armas, comportò un aumento delle spese militari tanto che nel 1627 Olivares convinse Filippo IV a dichiarare la bancarotta ovvero la sospensione dei pagamenti nei confronti dei banchieri genovesi, in modo da rivolgersi a banche indigene. Il progetto fu però un intero fallimento, dato che l'anno seguente la flotta del tesoro spagnola fu catturata dagli olandesi e questo obbligò Olivares, incapace a contrarre nuovi prestiti, ad aumentare la pressione fiscale.

#### La crisi del 1640

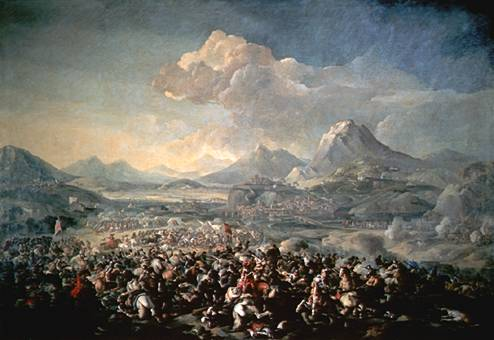
La Battaglia di Montjuïc, di Pandolfo Reschi, sconfitta spagnola durante la Sollevazione della Catalogna

Gli ultimi anni del valimiento di Olivares furono caratterizzati da frequenti rivolte, tra le quali furono estremamente importanti la Sollevazione della Catalogna e la Guerra di restaurazione portoghese.
Nel 1640, infatti, divenne reale la minaccia francese lungo la frontiera catalana ed il Conte Duca decise d'inviare rinforzi consistenti in 9.000 soldati, ritenendo che questi potessero essere tollerati dalla popolazione per via della paura francese. In realtà la situazione in Catalogna era già precaria da alcuni anni, in quanto la nobiltà locale in larga parte temeva che le politiche accentratrici di Olivares potessero danneggiarne gli interessi in un'eventuale unione amministrativa con la Castiglia, anche se questo aspetto è ridimensionato, se non messo in dubbio da numerosi storici. Nel maggio nel 1640 la situazione precipitò ed infine scoppiò la rivolta: la nobiltà catalana seppe sfruttare il malcontento delle masse contadine sfruttandole per conquistare Barcellona, dopodiché il presidente della Generalitat de Catalunya, Pau Claris i Casademunt, proclamò la Repubblica Catalana e chiese l'aiuto di Richelieu che gl'inviò 3.000 soldati. Olivares inviò 20.000 soldati che ripresero Tortosa in novembre ma, marciando verso Barcellona, s'abbandonarono a ogni tipo di atrocità, stimolando i catalani alla resistenza ad oltranza! Il 26 gennaio 1641, l'esercito alleato franco-catalano respinse vittoriosamente i castigliani alle porte di Barcellona, nella battaglia di Montjuïc.
Alla Catalogna si aggiunse il Portogallo in cui, dopo la conquista olandese della colonia del Brasile, già facente parte dell'Impero coloniale portoghese, Olivares, decise di imporre un'imposta unica generale del 10% sul reddito in modo da riconquistare la provincia. L'imposta provocò un vasto malcontento, specialmente tra i ceti privilegiati, e questo divenne rivolta nell'autunno del 1640, quando videro l'occasione di ristabilire una dinastia autonoma confidando che la Spagna, impegnata in Catalogna e nelle Fiandre contro Olanda e Francia, non potesse reprimere. Il 1º dicembre dello stesso anno i rivoltosi arrestarono la viceregina, dichiararono decaduti gli Asburgo ed offrirono la corona al duca di Bragança Giovanni IV e, come avevano previsto, Olivares non poté fare altro che assistere.

### La caduta del Conte Duca

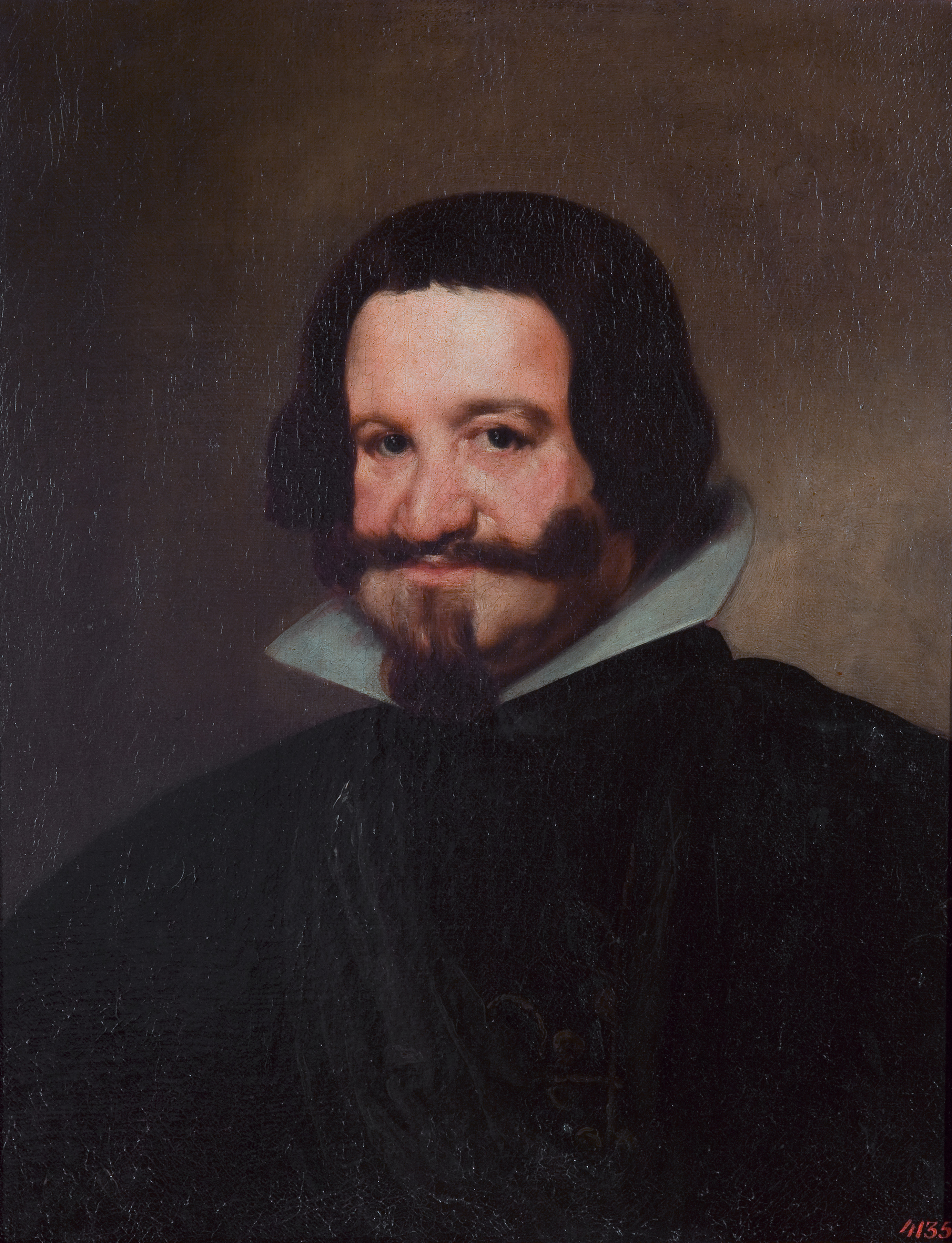
Olivares nel 1635, ritratto di Velázquez

Le rivolte in Catalogna e Portogallo, mettendo in dubbio la sopravvivenza della stessa Spagna, indebolirono non poco il prestigio di Olivares, il quale del resto si trovava già da alcuni anni sotto attacco.
In primo luogo il maggiore peso delle juntas e la promozione di uomini di fiducia del Conte Duca, irritarono la nobiltà mentre l'aggravarsi delle sue condizioni di salute gli impediva di dedicarsi agli affari pubblici con la stessa efficacia di un tempo. A tali critiche si aggiunsero i pesanti costi per la costruzione del Palazzo del Buon Ritiro, che andava in netta contraddizione con l'austerità praticata negli anni precedenti. L'inflazione del 1641 e il caos economico che seguì diedero il colpo di grazia al prestigio del Valido ma ormai ritenuto il solo responsabile delle tristi condizioni di un impero sulla via del tramonto.
Il Conte Duca tentò di resistere, cercando di sostenere la sua popolarità declinante finanziando le arti e il teatro, come in precedenza, ma senza successo e sebbene riuscisse a reprimere la rivolta separatista dell'Andalusia, capeggiata dal IX Duca di Medina Sidonia, la cui famiglia era sempre stata ostile al Conte Duca, i nuovi insuccessi in Catalogna, tra i quali la pesante disfatta nella Battaglia di Montjuïc, fecero precipitare la situazione.
Oltre a questi insuccessi si aggiunsero pesanti conflitti famigliari dovuti alla sua decisione di legittimare, nel 1641, il figlio naturale Don Enrique de Guzman in Felipez che, a seguito della morte della figlia e del nipote nel 1626, diveniva così il suo più qualificato erede. In tal modo, tuttavia, provocò il risentimento di un altro nipote, Don Luis de Haro, dividendo l'intera aristocrazia castigliana. Le pressioni della nobiltà sul re divennero sempre più forti e nel 1643, a seguito della sconfitta nella Battaglia di Rocroi che segnò la fine dell'invincibilità dei tercio spagnoli e su pressione della moglie Elisabetta di Borbone, Filippo IV, a malincuore, licenziò Olivares.
In un primo tempo, su ordine del re, il Conte Duca si ritirò a Loeches, dove pubblicò un'apologia con il titolo di El Nicandro che però fu denunciato all'Inquisizione. Per tale motivo fu trasferito al palazzo della sorella a Toro, presso la città di Zamora dove cercò di soddisfare la sua passione per il lavoro partecipando al governo municipale della città e dove morì, ormai consumato dalla follia, il 22 giugno del 1645 a 58 anni.
I suoi scritti e l'archivio che egli raccolse fu conservato dagli eredi ma in gran parte andò perso in un incendio nel XIX secolo.

## Giudizio storico
Il conte-duca divenne, e rimase a lungo, secondo l'opinione dei suoi compatrioti, il modello dell'incapace e fallimentare cortigiano, contrapposto ai successi del cardinale Richelieu anche se, in una tendenza che già risale al XIX secolo la sua figura e la sua personalità sono state in parte rivalutate.
Infatti, molti storici, attualmente, fanno notare quanto sia ingiusto addebitare la responsabilità del declino della Spagna ad Olivares soltanto il quale per altro aveva più volte tentato di riformare la pubblica amministrazione, il fisco e l'esercito e che proprio per questo aveva incontrato ogni opposizione da parte dei ceti privilegiati del clero e della nobiltà.
Tuttavia, questo non è sufficiente per esentare da colpe il Conte Duca, specialmente se si considera il fatto che fu proprio la sua politica estera interventista e militarista a causare le debolezze finanziarie che a lungo andare indebolirono lo stesso impero e furono causa di gravi tensioni sociali.

### Il V capitolo dei Promessi Sposi
Alessandro Manzoni, nel capitolo V dei Promessi sposi, pone in capo ad uno degli ospiti del pranzo a casa di don Rodrigo un confronto (di fatto retrospettivo) tra il conte-duca ed il cardinale Richelieu. Infatti, commentando la politica europea dalla sua ottica filospagnola di provincia, il podestà vaticina che:
(Alessandro Manzoni, I promessi sposi, cap. V, 338 - 343)
Ovviamente, duecento anni sono il periodo che divide la data figurata del colloquio con la stesura del romanzo, durante la quale il cardinale di Richelieu veniva considerato colui che aveva chiuso il "predominio spagnolo" nella politica europea (invano difeso dal conte-duca) e l'artefice del predominio francese, in certo qual modo prolungatosi fino all'Ottocento, quando Manzoni scriveva.

## Discendenza
Dalla moglie Inés de Zúñiga y Velasco, Contessa di Monterrei, che sposò nel settembre del 1607, Gaspar ebbe tre figli:
- Alonzo, morto in giovane età;
- María de Guzmán y Zúñiga (1609-1626), andata sposa a Ramiro Felipe Núñez de Guzmán (1612-1668), duca di Medina de las Torres, e morta di parto;
- Inès, morta in giovane età.

Dalla sua relazione con Isabel de Anversa, nacque:
- Enrique Felipe de Guzmán (1613-1646), marchese di Mairena, sposato con Juana de Velasco y Tovar († 1687).

### Esplicative
1. ↑  «Privato, chi non lo sapesse, era il termine in uso, a que' tempi, per significare il favorito di un principe.» Così Alessandro Manzoni ne I promessi sposi, al Cap. V, 370-371
2. ↑  Carica presente nella Real Casa Spagnola che indica il ruolo di ciambellano del re
3. ↑  Rispettivamente i Fueros e i Privilegios
4. ↑  Imposta indiretta che gravava sulla commercializzazione dei generi alimentari

### Bibliografiche
1. ↑  Elliot 1986, p 7.
2. ↑  Elliot 1990, p 8.
3. ↑  Elliot 1990, p 21.
4. ↑  Parker 1984, p. 232.
5. 1 2  Aercke 1994, p. 141.
6. ↑  Parker 1984, p. 165.
7. ↑  Munck 1990, p. 52.
8. ↑  Elliot 1984, p 193.
9. ↑  Kamen 2005, p. 214.
10. ↑  Zagorin 1992, p. 33.
11. ↑  Elliot 1986, p. 293.
12. ↑  Elliot 1970, p. 122.
13. ↑  Elliot 1984, p. 195.
14. ↑  Elliot 1990, p. 19.
15. ↑  Brown-Garrido 1998, p. 42.
16. ↑  Brown-Elliott 2004, pp. 59-60.
17. ↑  Elliot 1986, p. 676.
18. ↑  Armstrong 1896, pp. 63-64.
19. ↑  Corteguera 2002, p. 134.
20. ↑  Elliot 1970, p 126.
21. ↑  Elliot 1970, p 129.
22. ↑  Parker 1984, p. 233.
23. ↑  Elliot 1970, p. 134.
24. ↑  Elliot 1970, p. 132.
25. ↑  Aercke 1994, p. 140.
26. ↑  Elliot 1986, pp. 177-178.
27. ↑  Elliot 1970, p. 121.
28. ↑  Parker 1984, pp. 232-233.
29. ↑  Elliot 1984, p. 194.
30. ↑  Elliot 1990, p. 47.
31. 1 2  Munck 1990, p. 53.
32. ↑  Munck 1990, pp. 52-53.
33. ↑  Mackay 1999, p. 25.
34. 1 2  Elliot 1984, p. 196.
35. 1 2  Parker 1984, p. 235.
36. ↑  Parker 1984, p. 234.
37. ↑  Elliot, p.293.
38. ↑  Elliot 1970, p. 127.
39. ↑  Elliot 1970, p. 128.
40. ↑  Schama 1991, p. 259.
41. ↑  Parker 1984, p. 169.
42. ↑  Parker 1985, p. 264.
43. ↑  Schama 1991, p. 251.
44. ↑  Parker, 2004, p.219.
45. ↑  Anderson 1988, p. 42.
46. ↑  Mackay 1999, p. 5.
47. ↑  Polisensky 1971, p. 222.
48. ↑  Parker 1984, p. 244.
49. ↑  Corteguera 2002, p. 143.
50. ↑  Anderson 1988, p. 37.
51. ↑  Stradling 1986, p. 90.
52. ↑  Parker 1984, p. 252.
53. ↑  Parker 1984, p. 255.
54. ↑  Polisensky 1971, p. 223.
55. ↑  Parker 1984, p. 256.
56. ↑  Parker 1984, p. 61.
57. ↑  Gran Memorial 1624.
58. ↑  Parker 1984, p. 248.
59. ↑  Parker 1984, p. 250.
60. ↑  Elliot 1984, p. 207.
61. ↑  Zagorin 1992, p. 34.
62. ↑  Munck 1990, p. 55.
63. ↑  Zagorin 1992, p. 35.
64. ↑  Elliot 1984, p. IX.
65. ↑  Elliot 1984, p. 202.
66. ↑  Parker 1984, p. 251.
67. 1 2  Polisensky 1971, p. 224.
68. ↑  Aercke 1994, p. 145.
69. ↑  Elliot 1990, p. 8.
70. 1 2  Elliot 1984, p. 528.
71. ↑  Elliot 1985, p. 529.
72. ↑  Elliot 1970, p. 119.
73. ↑  Parker 1984, p. 245 nota Vallory 1722